# Proctacanthus rufus
Proctacanthus rufus là một loài ruồi trong họ Asilidae. Proctacanthus rufus được Williston miêu tả năm 1885. Loài này phân bố ở vùng Tân Bắc giới.